# Carioferina
As carioferinas são um grupo de proteínas envolvidas no transporte de moléculas através dos poros nucleares localizados no envelope nuclear (a membrana que envolve o núcleo celular).
As carioferinas, que podem actuar como importinas ou exportinas, fazem parte da superfamília importina-β, que comungam da mesma estrutura tridimensional.

## Ciclo
Por exemplo, 
- importina beta + adaptador + proteína carga (citoplasma)-->(carioplasma)
- importina beta + adaptador + RanGTP (carioplasma)-->(citoplasma)
- Ran-GTP --> RanGDP + P

## Genes
- KPNA1
- KPNA2
- KPNA3
- KPNA4
- KPNA5
- KPNA6
- KPNB1

## Imagens adicionais

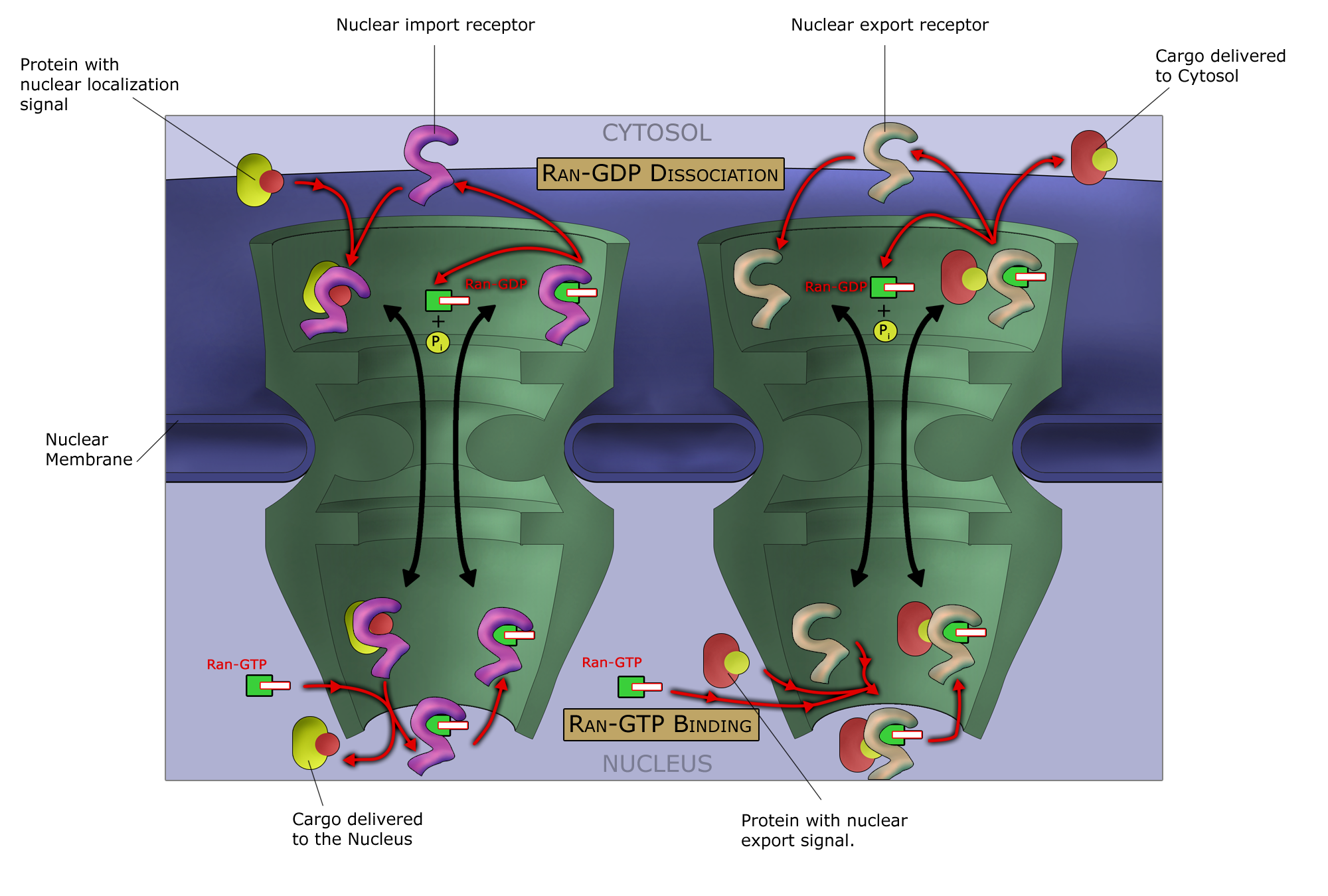
O ciclo Ran-GTP